# Subaru Sambar
La  Subaru Sambar è una Keitora, veicolo commerciale che rispetta le normative del segmento Keicar, prodotta da Subaru e destinata in alcune generazioni al solo mercato interno giapponese, in altre anche all'esportazione.
La Sambar è disponibile nelle versioni "minivan" e  "furgoncino"(con cassone sul retro), e nel corso degli anni è uscita da stabilimenti situati in Giappone, Cina e Finlandia, grazie ad una joint venture con Elcat Automotive.
Dalla sua introduzione, nel 1961, la Sambar ha avuto il motore montato posteriormente e trazione posteriore, e dal 1980 è stata resa disponibile opzionalmente con il sistema Subaru Symmetrical AWD a quattro ruote motrici.
Le prime due generazioni montarono il motore raffreddato ad aria della Subaru 360, mentre le successive montarono quello della Subaru Rex, della  Vivio e quello della Pleo.
Dal 2012 Subaru ha affidato la realizzazione della Sambar a Daihatsu, rendendolo così a tutti gli effetti una Daihatsu Hijet rimarchiata. 
Il nome Sambar è molto simile al soprannome del celebre Volkswagen T2, chiamato Samba introdotto nel 1951. Anch'esso ha un motore posteriore raffreddato ad aria e a trazione posteriore.

## Prima generazione
La prima generazione di Sambar montava 4 sospensioni indipendenti e un motore posteriore che aiutava a rendere il mezzo più stabile. Era basato sulla Subaru 360, e il designer Shinroku Mormose si ispirò alla Fiat Multipla del 1957. Il telaio era costituito da uno chassis a longheroni, denominato "one box", la leva del cambio era inversa, le portiere anteriori si aprivano allo stesso modo di quelle della 360, mentre quelle posteriori normalmente. Si accedeva al motore posteriore tramite un vano all'interno del veicolo, e si poteva montare un letto a castello come optional per i campeggi. Fu creato per il segmento di mercato che cercava una Subaru 360 con una maggiore capienza, a fini principalmente commerciali.

## Seconda generazione (1966-73)

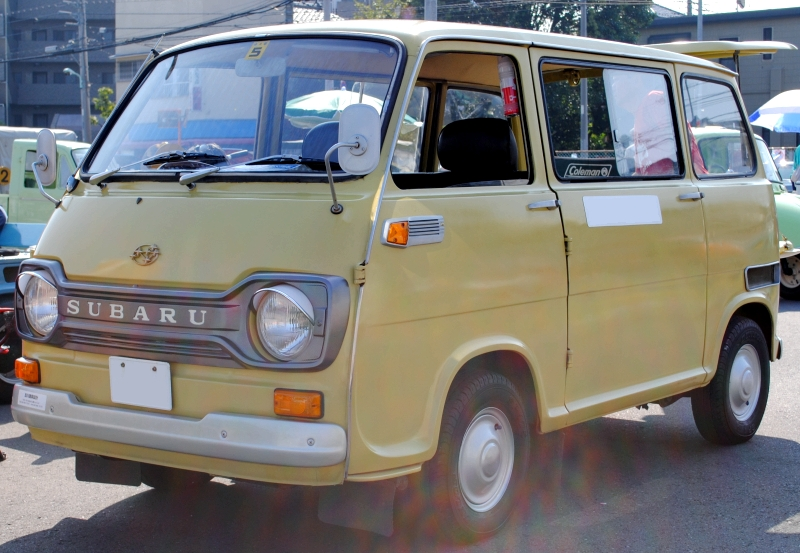
La Subaru Sambar del 1970

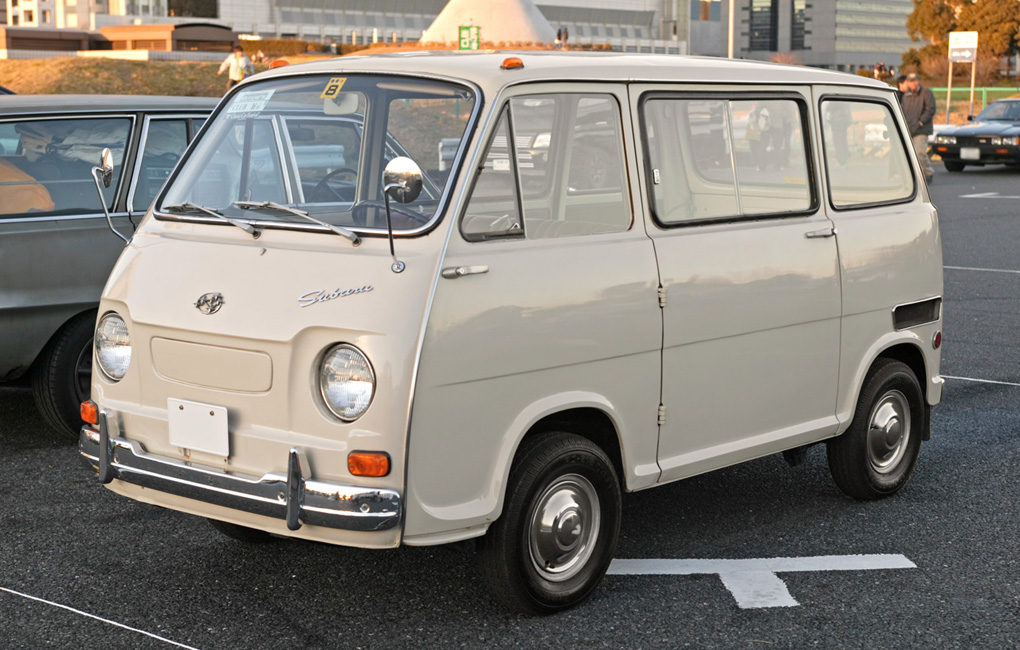
La Subaru Sambar del 1966

La seconda generazione della Subaru Sambar è stata introdotta nel 1966, e ha visto l'introduzione di una versione con cassone posteriore aperto. Le dimensioni aumentarono, anche se di poco, per restare all'interno della categoria Kei Car. Il motore era sempre un EK da 356 cc della 360, e dal 1970, anno del restyling, vi si poteva accedere dall'esterno. Con questo aggiornamento, le portiere anteriori furono incernierate in modo convenzionale, e fu introdotto il cruscotto imbottito preso dalla Subaru R-2, per aumentare la sicurezza. Dovette misurarsi con due nuove concorrenti, la Mazda Porter e la Honda Vamos.

## Terza generazione (1973-82)
La terza generazione, introdotta il 10 febbraio 1973, montava ancora il bicilindrico della 360, ma raffreddato ad acqua e non più ad aria. Dal 1976 fu introdotto un nuovo motore, EK21, ma solo tre mesi dopo, a causa di nuovi regolamenti, fu sostituito dall'EK22 da 490 cc. Fu creata una versione per l'esportazione, denominata "Subaru 500", quando montava un 550 cc, e successivamente 600 e 700, quest'ultimo con un 665 cc. 
Una novità fu l'introduzione delle porta posteriori scorrevoli per la versione minivan. Le dimensioni aumentarono, con una lunghezza di 3.195 metri, larga 1.395 e alta 1.850 (1.885 la versione minivan). La maggiore novità fu rappresentata dall'introduzione della trasmissione 4WD, assieme al tetto apribile e alla pompa di lavaggio del parabrezza.

## Quarta Generazione (1983-90)

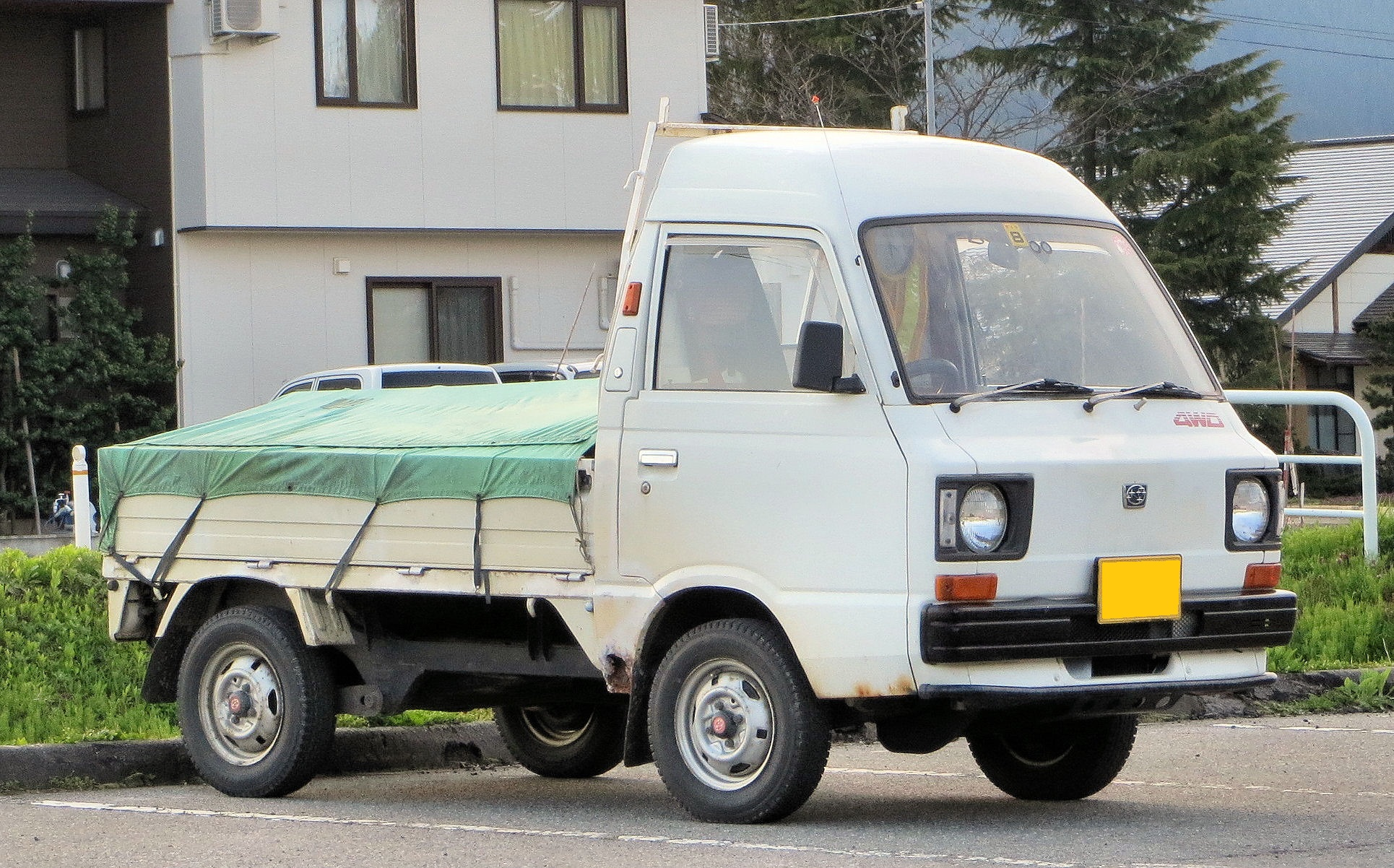
La quarta generazione

La quarta generazione di Subaru Sambar appare il 9 maggio 1982, ha visto l'introduzione di una versione non commerciale del furgone. Le sospensioni anteriori furono dotate di montanti MacPherson, il diametro delle ruote aumentò da 10 a 12 pollici e il 4WD fu reso disponibile con un Dual-Range.
Le dimensioni rimasero le stesse del precedente modello, tranne l'altezza, che aumentava a 1.90 nelle versioni con tetto rialzato. La versione destinata al mercato giapponese montava un EK23 con 544 cc, mentre la versione per l'esportazione, chiamata Subaru 700, montava un EK23 ingrandito a 665 cc. Fu introdotta la versione con guida a sinistra. 
La frizione elettrica e il freno a disco furono aggiunti alla lista degli optional, e anche la trazione integrale permanente. Dal 1983 fu venduta in Europa una versione più grande del Sambar, sotto il nome di Subaru Libero, Subaru Sumo, Subaru Domingo e Subaru Columbuss. La Subaru 700 era esportata, ma in pochi mercati. Le versioni per l'esportazione erano caratterizzate da paraurti anteriori e posteriori più ingombranti e motori più potenti, al punto da essere esclusi dalla categoria Kei Car, nella quale rimase solo la 700. 

## Quinta generazione (1990-98)
La quinta generazione è stata introdotta nel 1990, dotata di un 660 cc, e di trazione integrale permanente nella versione Dias. 
Il motore era lo stesso del Subaru Vivio, l'EN07. Era disponibile una versione con compressore e intercooler in grado di sprigionare 55 CV, e anche una versione con il cambio automatico. Nel 1994 lo stile fu reso simile a quello della Domingo, e il motore fu sostituito con un più potente 1200 cc SOHC proveniente dalla Subaru Justy. La versione minivan aveva 7 posti. Fu introdotta anche una versione in stile retrò, che riprendeva lo stile della Subaru Vivio Bistro.

## Sesta generazione (1998-2012)

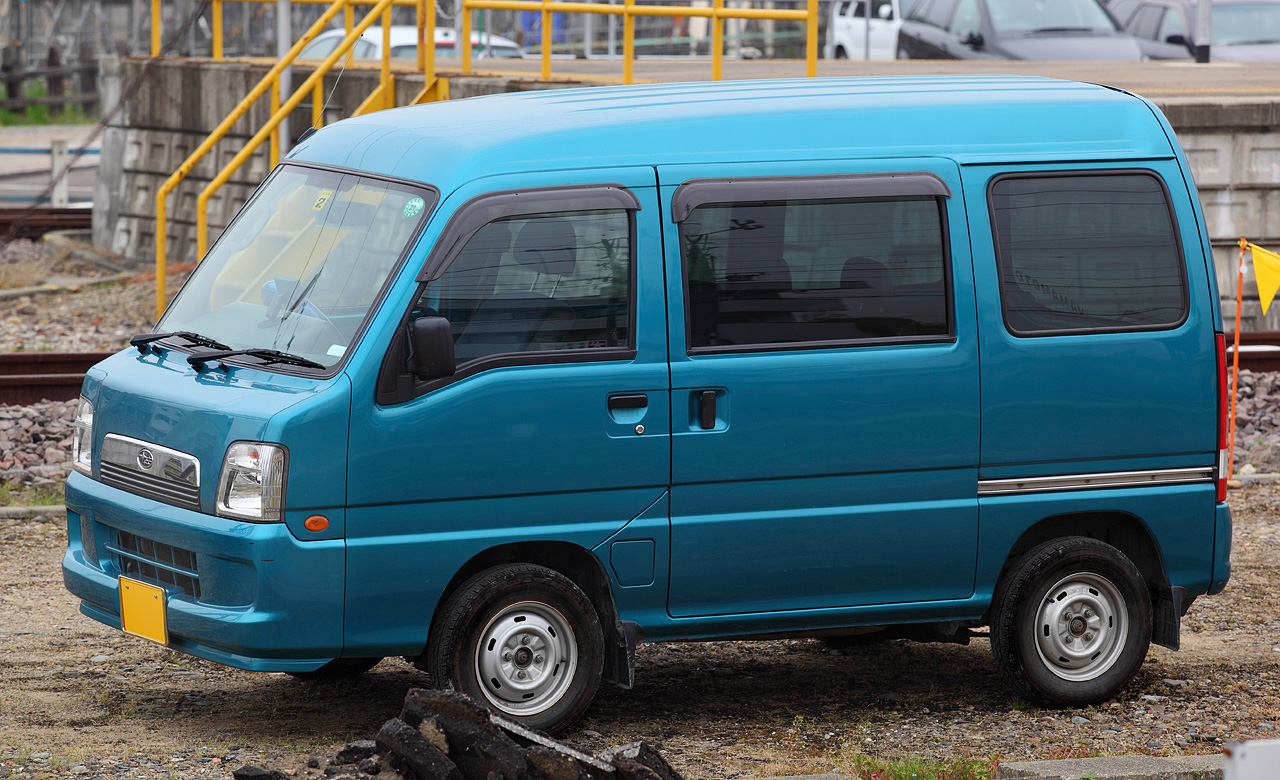

La sesta generazione fu commercializzata il 2 maggio 1999, dopo che, nel 1998, la normativa sulle Kei Car fu aggiornata consentendo un aumento delle dimensioni dei veicoli, per rendere più sicure le auto in caso di impatto laterale. Era disponibile sotto forma di minivan o di furgone a cassone scoperto, ed a listino era presente una versione a quattro ruote motrici e cambio automatico a tre marce, la Dias.  Il 26 Giugno 2007 fu annunciato il termine della produzione di Kei Car da parte di Subaru, per poter concentrare le risorse aziendali nella produzione di auto con  motore Boxer da esportare in tutto il mondo. Pertanto, le prossime versioni di vetture supercompatte per il mercato interno giapponese saranno veicoli Daihatsu rimarchiati. Ciò è stato reso possibile in seguito ad investimenti importanti di Toyota, Casa proprietaria di Daihatsu, nei confronti di Subaru. 

## Settima generazione (2012-2014)

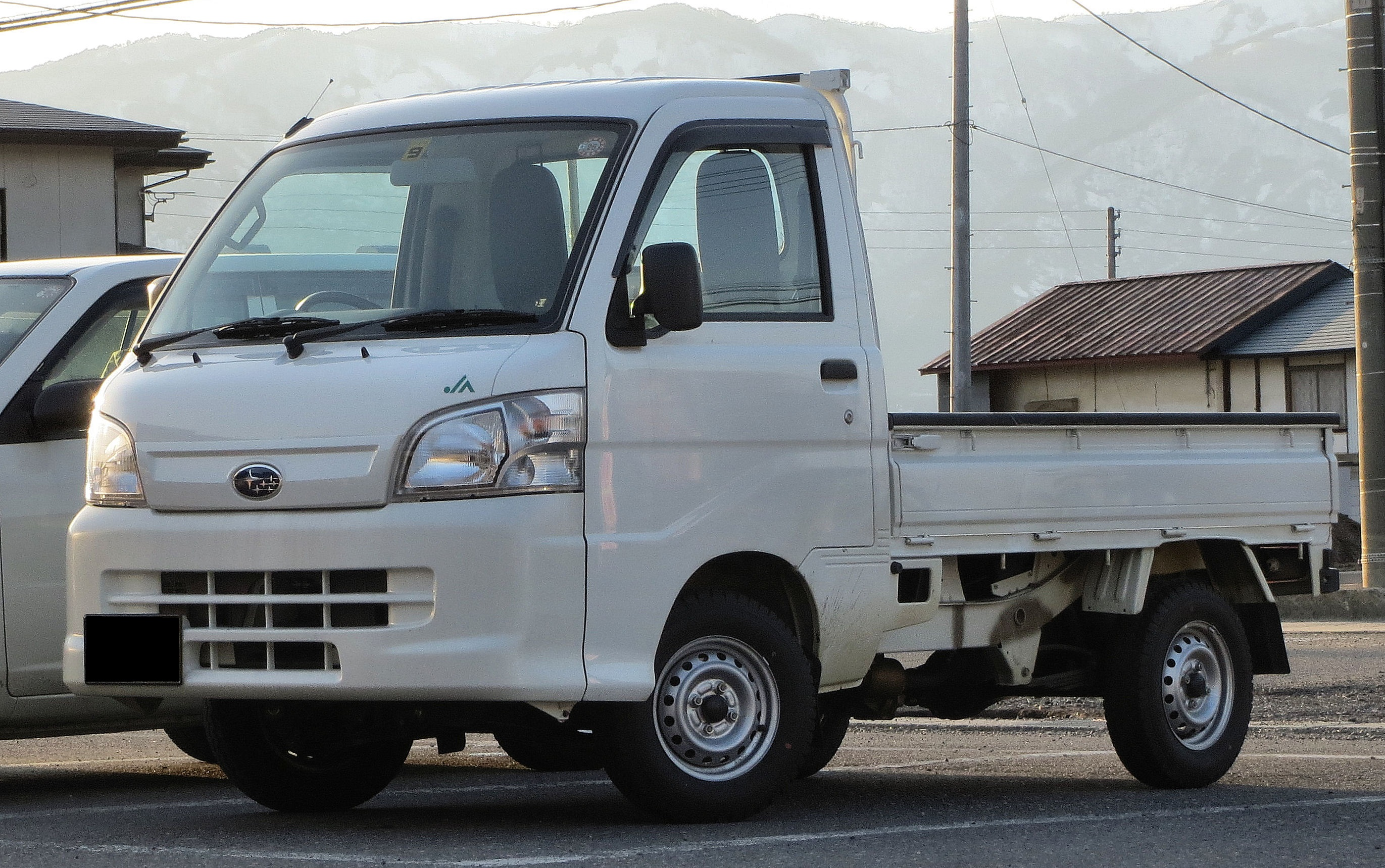

Introdotta sul mercato giapponese il 2 Aprile del 2012, è a tutti gli effetti una Daihatsu Hijet, veicolo commerciale progettato nel 2004 con motore posizionato sotto i sedili anteriori e trazione posteriore e disponibile a richiesta anche con trazione integrale. Nel 2014, la versione a cassone scoperto dell'Hijet viene rimpiazzata da un nuovo modello, e di conseguenza anche la Sambar con questa configurazione viene aggiornata, ed motore da 660 cc torna in posizione posteriore-centrale.

## Ottava generazione (2014-)

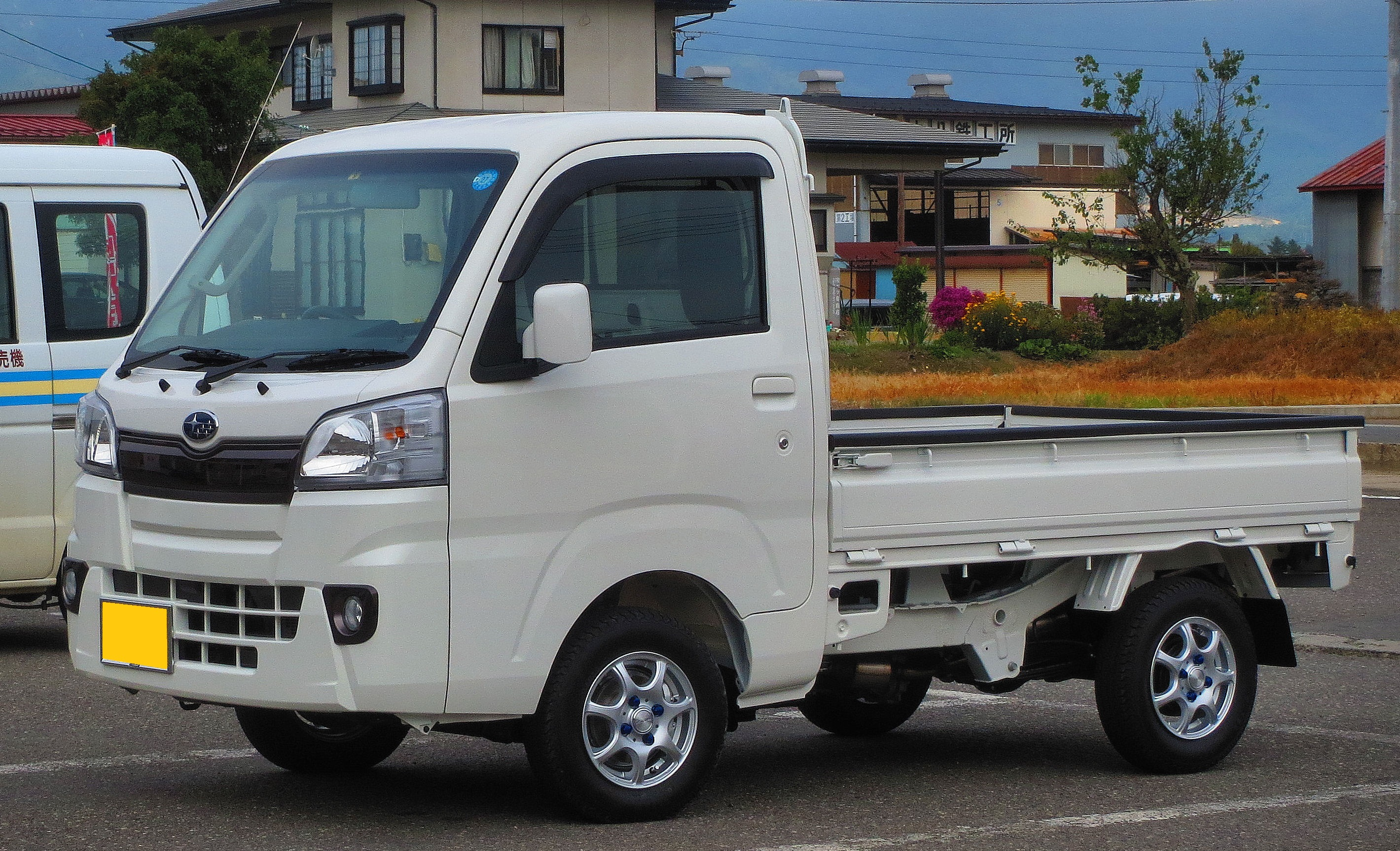
L'ottava generazione

L'ottava generazione della Sambar è stata introdotta in Giappone il 2 settembre 2014, condividendo gran parte della componentistica e della meccanica con la contemporanea Daihatsu Hijet di decima generazione.